# 225 Henrietta
225 Henrietta är en stor asteroid i huvudbältet som upptäcktes den 19 april 1882 av den österrikiske astronomen Johann Palisa. Den fick senare namnet Henrietta efter den franske astrofysikern Jules Janssens hustru.
Den tillhör asteroidgruppen Cybele.
Henriettas senaste periheliepassage skedde den 21 januari 2020. Dess rotationstid har beräknats till 7,36 timmar. Asteroiden har uppmätts till diametern 120,49 kilometer.